# Liste der Mitglieder der American Academy of Arts and Sciences/1909
Im Jahr 1909 wählte die American Academy of Arts and Sciences 15 Personen zu ihren Mitgliedern.

## Neu gewählte Mitglieder
- Francis Gano Benedict (1870–1957)
- Reginald Aldworth Daly (1871–1957)
- Henry Herbert Edes (1849–1922)
- Arthur Woolsey Ewell (1873–1958)
- Henry Fay (1868–1939)
- William Wallace Fenn (1862–1932)
- Frederick James Furnivall (1825–1910)
- Hermann Georg Jacobi (1850–1937)
- Gardiner Martin Lane (1859–1914)
- Gilbert Newton Lewis (1875–1946)
- Herbert Wilbur Rand (1872–1960)
- James Hardy Ropes (1866–1933)
- Vesto Melvin Slipher (1875–1969)
- William Morton Wheeler (1865–1937)
- Harris Hawthorne Wilder (1864–1928)